# Шатликське родовище
Шатли́кське родо́вище — газоконденсатне родовище в Туркменістані, входить до Амудар'їнської газонафтоносної провінції.

## Опис
Відкрите 1968 року. Газ метановий. Поклади залягають на глибині 3 217 метрів. Початкові запаси 400 млрд м3.
Основний центр видобутку — смт Шатлик.
Видача продукції відбувається по газопроводах Довлетабад – Дер'ялик, Мінара – Абадан та Шатлик – Ашгабат.